# Mikael Ishak
Mikael Ishak (arabisch ميكائيل اسحاق; * 31. März 1993 in Stockholm) ist ein schwedischer Fußballspieler, der bei Lech Posen unter Vertrag steht.

## Karriere

### Verein
Im Januar 2010 wurde Ishak in den Kader der ersten Mannschaft von Assyriska FF aufgenommen. Schon bald konnte er sich im Kader etablieren und empfahl sich für Einsätze in der schwedischen U-19-Nationalmannschaft.
Im Dezember 2011 absolvierte Ishak ein Probetraining beim Bundesligisten 1. FC Köln und wurde in der Winterpause der Saison 2011/12 verpflichtet. Sein Debüt in der Bundesliga absolvierte er am 21. Januar 2012 (18. Spieltag), als er bei der 0:1-Auswärtsniederlage gegen den VfL Wolfsburg in der 85. Minute für Martin Lanig eingewechselt wurde. Nachdem er vorwiegend als Einwechselspieler eingesetzt worden war, machte er am 18. März 2012 (26. Spieltag) – aufgrund einer Sperre von Lukas Podolski – bei der 1:4-Auswärtsniederlage gegen Hannover 96 sein erstes Spiel von Beginn an, in dem er durchspielte. Am Ende der Saison, die mit dem Abstieg des 1. FC Köln endete, hatte Ishak elf Bundesligaspiele absolviert.
Im Februar 2013 wechselte Ishak leihweise bis Saisonende zum FC St. Gallen, um mehr Spielpraxis zu erlangen. Bis Mitte März stand er regelmäßig für den Aufsteiger in der Super League auf dem Spielfeld, ehe er nach einem in einem U-21-Länderspiel zugezogenen Kieferbruch mehrere Wochen ausfiel. Ende April kehrte er als Einwechselspieler in der Partie gegen den FC Zürich aufs Spielfeld zurück, ab dem folgenden Spieltag war er wieder Stammspieler.
Anfang August 2013 wechselte Ishak in die italienische Serie A zum FC Parma. Von dort aus wurde er direkt an den FC Crotone ausgeliehen. Im August 2014 wechselte er vom FC Parma zum dänischen Erstligisten Randers FC. Im Winter 2017 wechselte er zum deutschen Zweitligisten 1. FC Nürnberg, für den er dessen 1000. Zweitligator in der Partie gegen Eintracht Braunschweig am 25. November 2017 erzielte. Mit Nürnberg stieg er am Ende der Saison in die erste Bundesliga auf. Dort erzielte am 1. September 2018, dem 2. Spieltag der Saison 2018/19, mit dem Ausgleichstreffer beim 1:1 gegen den 1. FSV Mainz 05 sein erstes Bundesligator.
Im Juli 2020 wechselte Ishak zum polnischen Erstligisten Lech Posen.

### Nationalmannschaft

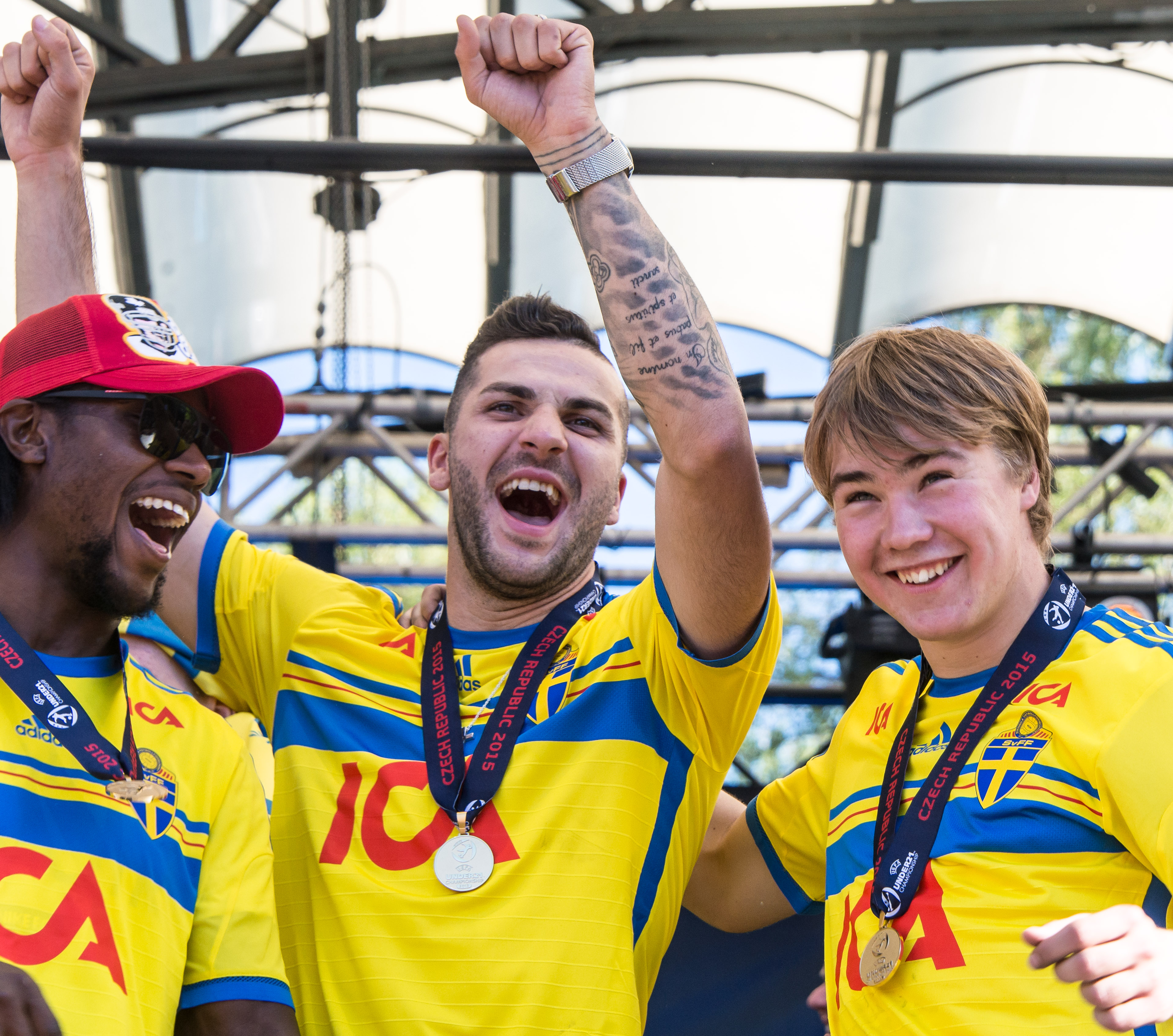
Mikael Ishak (Mitte) im Jahr 2015

Im Dezember 2014 nominierte Nationaltrainer Erik Hamrén Ishak als einen von neun Neulingen für die schwedische Nationalmannschaft, die im Januar 2015 eine Tour in den Nahen Osten machte. Sein erstes Länderspiel bestritt Ishak dann am 15. Januar 2015 im Freundschaftsspiel gegen die Elfenbeinküste, als er in der 82. Spielminuten für Isaac Thelin eingewechselt wurde. Bis Anfang 2016 kamen noch drei weitere Einsätze in Freundschaftsspielen hinzu. Nach längerer anschließender Abwesenheit aus der Nationalmannschaft bestritt er im Herbst 2022 noch drei weitere Länderspiele.

## Erfolge
1. FC Nürnberg
- Aufstieg in die Bundesliga: 2018

Lech Posen
- Polnischer Meister: 2022

Nationalmannschaft
- U-21-Europameister: 2015